# Липопротеинлипаза
Липопротеинлипаза (ЛПЛ, КФ 3.1.1.34) — фермент, относящийся к классу липаз. ЛПЛ расщепляет триглицериды самых крупных по размеру и богатых липидами липопротеинов плазмы крови — хиломикронов и липопротеинов очень низкой плотности (ХМ и ЛПОНП)). ЛПЛ регулирует уровень липидов в крови, что определяет её важное значение в атеросклерозе.

## Синтез липопротеинлипазы
ЛПЛ синтезируется в большинстве тканей организма кроме печени, где вместо неё идёт синтез специфической печёночной липазы. Наиболее богаты липопротеинлипазой сердце, скелетные мышцы и жировая ткань.
После трансляции белок гликозилируется в эндоплазматическом ретикулуме. ЛПЛ человека гликозилируется по аминокислотным остаткам Асп-43, −257 и −359. После этого глюкозидазы удаляют остатки глюкозы. В аппарате Гольджи олигосахаридная часть ЛПЛ трансформируется либо в две сложные цепи, либо в одну полиманнозную цепь. В зрелом белке ЛПЛ углеводная часть составляет 12 % от общей молекулярной массы, составляющей 55-58 кДа.
Гомодимеризация ЛПЛ требуется для секреции фермента из клетки. ЛПЛ секретируется клетками в виде гликозилированного гомодимера, после чего фермент транслоцируется во внеклеточный матрикс, проходит через слой эндотелиальных клеток кровеносного сосуда и выходит в просвет капилляров. В просвете капилляров ЛПЛ гликозилфосфатидилинозитол-заякоренному белку GPIHBP1.

## Структура
Кристаллическая структура была разрешена для комплекса ЛПЛ/GPIHBP1. ЛПЛ состоит из двух отдельных доменов: более крупный N-терминальный домен, который включает липолитический активный сайт, и меньший C-терминальный домен. N-терминальный домен имеет глобулярную α/β-гидролазную структуру, включающую центральный бета-лист, окружённый альфа-спиралями. C-терминальный домен представляет собой удлинённый цилиндрический бета-сэндвич из двух бета-листов.

## Механизм

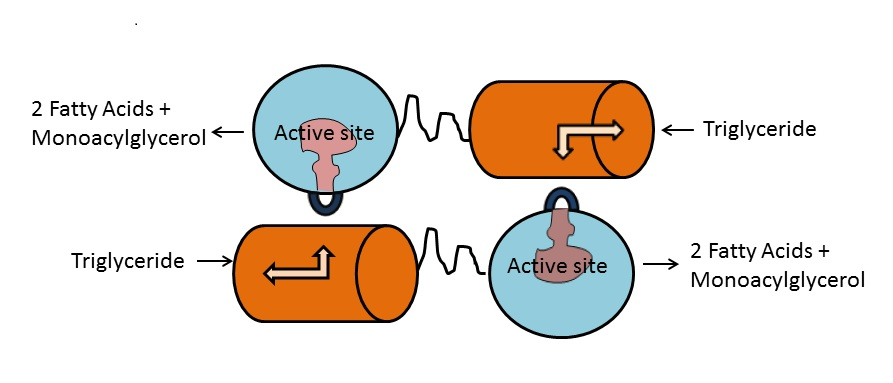
Предполагаемая структура димера липопротеинлипазы: показаны N-теминальный домен (синий) и C-теминальный домен (оранжевый). Покрывающий фрагмент (тёмно-синий) блокирует активный центр (розовый). Триглицерид связывается с C-теминальным доменом и покрывающим фрагментом, индуцируя конформационное изменение фермента, что обеспечивает доступность активного центра.

Активный центр ЛПЛ состоит из триады Сер-132, Асп-156 и Гис-241. Другие каталитически-важные регионы N-терминального домена включают т. н. оксианионную дыру (аминокислотные остатки Три-55 и Лей133), покрывающий фрагмент (остатки 216—239) и петля бета-5 (остатки 54-64). Локализация участка связывания аполипопротеина апоС-II неизвестна, но взаимодействие ЛПЛ с ним требует обоих N- и C-теминальных доменов. C-теминальный домен определяет субстратную специфичность фермента, он обладает более высокой аффинностью к крупным триглицерид-богатм липопротеинам, чем к более мелким холестерин-обогащённым липопротеинам. C-терминальный домен также участвует в связывании с рецепторами ЛПНП. Оба N- и C-теминальные домены содержат гепарин-связывающие участки, удалённые от липид-связывающих участков, и, таким образом, молекула ЛПЛ может служить связывающим звеном между клеточной поверхностью и липопротеинами. Связывание ЛПЛ с поверхностью клетки и клеточными рецепторами не зависит от её ферментативной активности.
Мономеры ЛПЛ в димерном состоянии фермента находятся в перевёрнутом по отношению друг к другу положении. Триада серин-аспарагин-гистидин расположена в гидрофобном углублении, которое закрыто от внешней среды покрывающим фрагментом. При связывании апоС-II и липопротеинового липида с C-доменом представляет молекулу липида покрывающему фрагменту и гидрофобному углублению, что приводит к транслокации покрывающего фрагмента и открытию активного центра фермента. β5-петля уходит в центр белка и приближает электрофил оксианионной дыры в положение для липолиза. При этом глицеридная часть молекулы триглицерида входит в активный центр и эфирная связь гидролизуется.
Две молекулы апоС-II могут связаться с димером ЛПЛ. Оценено, что одновременно с одной частицей липопротеина может быть связано до 40 молекул ЛПЛ. Считается, что лимитирующим звеном катализа является высвобождение продукта реакции в среду.

## Функции
Ген LPL кодирует фермент липопротеинлипазу, которая экспресирована в сердце, скелетных мышцах и жировой ткани. ЛПЛ существует как гомодимер и несёт двойную функцию: она действует как фермент, гидролизуя триглицериды и служит лиганд-связывающим мостиком при рецептор-опосредованной интернализации липопротеинов. Каталитическая активность ЛПЛ превращает ЛПОНП сначала в ЛППП, а затем в ЛПНП. Мутации, вызывающие тяжёлую недостаточность ЛПЛ, приводит к гиперлипопротеинемии I типа, а мутации, частично снижающие её ферментативную активность. вызывают различные нарушения липидного метаболизма.

## Регуляция
ЛПЛ контролируется как транскрипционно, так и посттранскрипционно. Циркадный ритм может служить важным фактором в регуляции контроля за уровнем мРНК липопротеинлипазы в периферических тканях.
Изоферменты ЛПЛ регулируются различным образом в зависимости от ткани. Так, известно, что инсулин активирует ЛПЛ в адипоцитах и локализацию фермента на поверхности эндотелия капилляров и, наоборот, снижает экспрессию ЛПЛ в мышцах. ЛПЛ в скелетных мышцах и в миокарде активируется глюкагоном и адреналином. Такая регуляция объясняет, почему натощак активность ЛПЛ повышена в мышечной ткани и понижена в жировой, тогда как после приёма пищи наблюдается обратная картина.
В соответствии с описанной регуляцией различные диеты различным образом влияют на активность ЛПЛ в жировой и мышечной тканях. Показано, что после 16 дней высокоуглеводной или высокожировой диеты активность ЛПЛ значительно повышалась в обеих тканях через 6 часов после приёма пищи, но повышение было сильнее в жировой ткани в ответ на высокоуглеводную диету. При этом указанные диеты не влияли на чуствительность к инсулину и на уровень ЛПЛ натощак в обеих тканях.
Уровень ЛПЛ, локализованной на поверхности эндотелиальных клеток не регулируется этими клетками, так как они не синтезируют и не расщепляют фермент. Регуляция фермента осуществляется за счёт притока вновь синтезированной ЛПЛ и регуляции активности фермента, находящегося на поверхности эндотелия. Ключевым белком в этой регуляции является ANGPTL4, играющий роль локального ингибитора ЛПЛ. Индукция ANGPTL4 отвечает за ингибирование активности ЛПЛ в белой жировой ткани в состоянии натощак. Кроме этого, ANGPTL4 также участвует в физиологической регуляции ЛПЛ в ряде других тканей
Для объяснения изменения активности ЛПЛ в ходе циклов (приём пищи) — (состояние натощак) была предложена модель ANGPTL3-ANGPTL4-ANGPTL8. Приём пищи индуцирует ANGPTL8, активируя сигнальный путь ANGPTL8-ANGPTL3, который ингибирует ЛПЛ в сердечной и скелетных мышцах, что обеспечивает высокий уровень триглицеридов в крови и их доступность для жировой ткани, в которой активность ЛПЛ повышается благодаря понижению в жировой ткани уровня ингибирующего ANGPTL4. Обратная ситуация возникает натощак, когда ANGPTL8 в мышцах подавляется, а ANGPTL4 в жировой ткани, наоборот, индуцируется, что приводит к притоку триглицеридов к мышечной ткани.

## Клиническое значение
Недостаточность липопротеинлипазы приводит к гипертриглицеридемии (то есть повышенному содержанию триглицеридов в крови). Было также показано, что у мышей избыточная экспрессия ЛПЛ может приводить к инсулинорезистентности и стимулировать ожирение.
Экспрессия ЛПЛ является прогностическим признаком хронического лимфолейкоза. При этом заболевании ЛПЛ, видимо, участвует в обеспечении злокачественных клеток жирными кислотами как источника энергии. Таким образом, повышенный уровень липопротеинлипазы (мРНК или белка) считается индикатором неблагоприятного исхода.

## Взаимодействия
ЛПЛ взаимодействует с рецептором LRP1. Этот фермент также является лигандом для белков α2M, GP330 и рецепторов ЛПОНП. Кроме этого, ЛПЛ является лигандом для рецептора LRP2, хотя и с меньшей аффинностью, чем для других рецепторов. Тем не менее, именно взаимодействие ЛПЛ с LRP2 отвечает за основную долю деградации ЛПОНП под действием ЛПЛ. Во всех случаях ЛПЛ играет роль мостика между соответствующим рецептором и липопротеином. ЛПЛ активируется аполипопротеином C2 и ингибируется аполипопротеином C2.

## В других организмах
Известно, что ген LPL — высококонсервативный ген среди позвоночных. ЛПЛ, например, участвует в липидном транспорте в плаценте у живородящих ящериц Pseudemoia entrecasteauxii.